# Birger Jensen
Birger Jensen (Copenaghen, 1º marzo 1951 – Bruges, 4 aprile 2023) è stato un calciatore danese, di ruolo portiere.

## Carriera
Con il Bruges - squadra in cui militò dal 1974 al 1988 - vinse 5 volte il campionato belga (1975-76, 1976-77, 1977-78, 1979-80, 1987-88) e 2 volte la Coppa del Belgio (1976-77, 1985-86).

## Palmarès

### Club

#### Competizioni nazionali
- Campionato belga: 5

Bruges: 1975-1976, 1976-1977, 1977-1978, 1979-1980, 1987-1988
- Coppa del Belgio: 2

Bruges: 1976-1977, 1985-1986
- Supercoppa del Belgio: 2

Bruges: 1980, 1986